# Dawn Porter
Pour les articles homonymes, voir Porter.
Dawn Porter est une réalisatrice documentariste et productrice américaine.

## Filmographie partielle

### Comme réalisatrice

#### Au cinéma
- 2013 : Gideon's Army
- 2014 : Spies of Mississippi
- 2015 : Rise: The Promise of My Brother's Keeper
- 2016 : Trapped

#### À la télévision
- 2014 : Independent Lens (série télévisée)